# ダイアモンド・フォックス

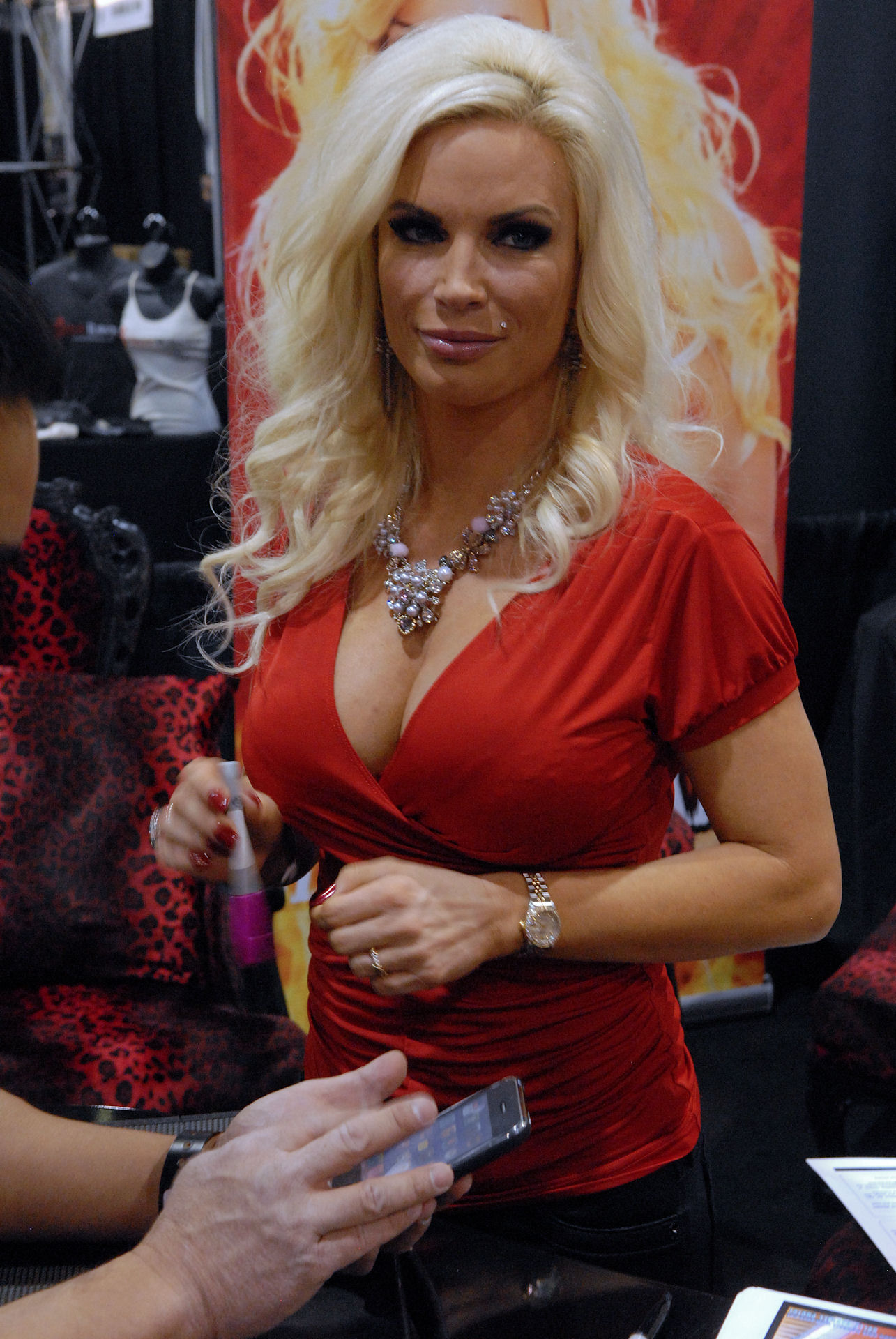
ダイアモンド・フォックス

ダイアモンド・フォックス（Diamond Foxxx、 1973年1月5日 - ）は、アメリカ合衆国のポルノ女優。テキサス州ダラス出身。